# Bahnhof Mägdesprung

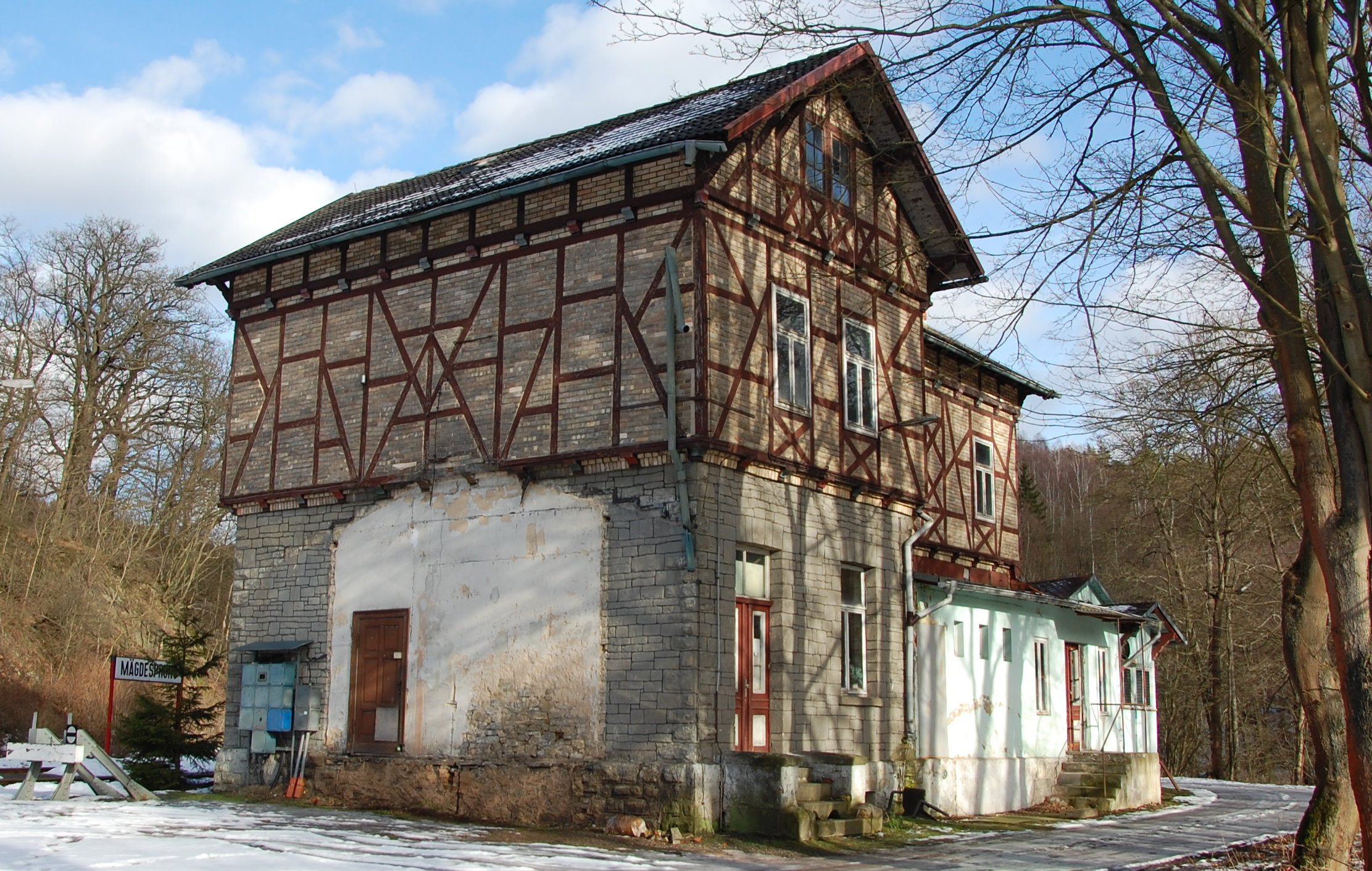
Blick von Südwesten

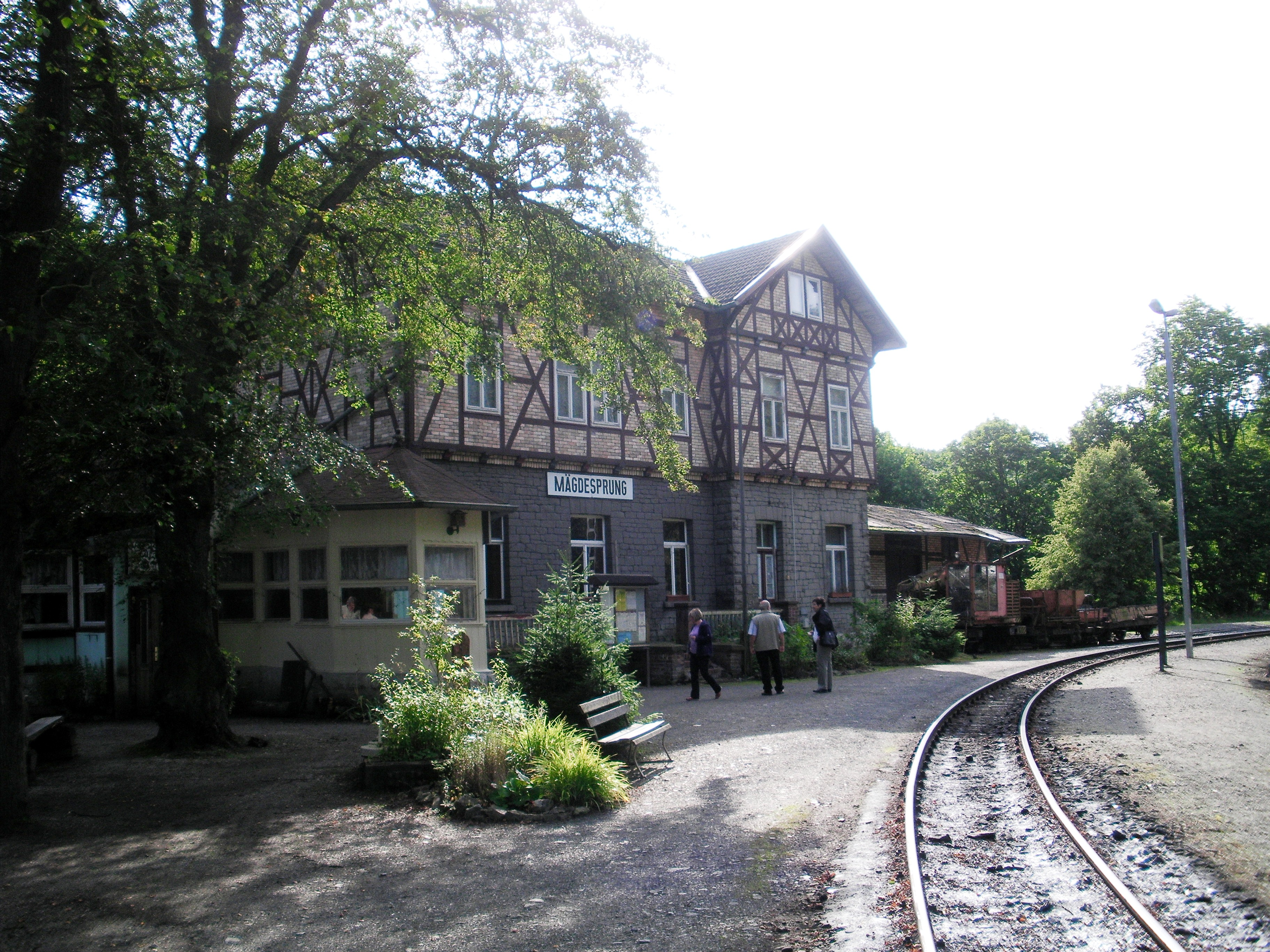
Bahnhof noch mit dem Güterschuppen, 2010

Der Bahnhof Mägdesprung ist ein denkmalgeschützter Bahnhof an der Bahnstrecke Quedlinburg–Hasselfelde in dem zur Stadt Harzgerode in Sachsen-Anhalt gehörenden Ortsteil Mägdesprung.

## Lage
Er befindet sich am nördlichen Ortsende in der Kreisstraße und ist im örtlichen Denkmalverzeichnis als Bahnhof eingetragen.

## Architektur und Geschichte
Das zweigeschossige Bahnhofsgebäude wurde im Jahr 1895 gebaut. Neben dem Schalterraum wurde im Haus auch eine Wohnung für den Bahnhofsvorsteher sowie eine Bahnhofsgastronomie eingerichtet. Das Erdgeschoss wurde massiv als Werksteinbau errichtet, während das obere Stockwerk in Fachwerkbauweise erstellt wurde. Der Bau passt sich so in die traditionellen örtlichen Bauformen ein. Der Grundriss des Hauses weist spätklassizistische Züge auf.
Östlich an das Bahnhofsgebäude wurde ein hölzerner Anbau im Stil eine historistischen Gartenlokals angefügt. Bemerkenswert ist der zur Gleisseite zeigende polygonale Vorbau. Auf der Westseite entstand ein ebenfalls in Fachwerkbauweise ausgeführter Güterschuppen. An der bahnabgewandten Südseite des Empfangsgebäudes wurde darüber hinaus noch ein Fachwerk-Wirtschaftsbau angefügt.
Anfang des 21. Jahrhunderts wurden sowohl der Güterschuppen als auch der Wirtschaftsbau abgerissen. Heute (Stand 2014) steht das Bahnhofsgebäude leer. Die Bahnstrecke selbst ist jedoch weiterhin in Betrieb.